# Periclina conspersata
Periclina conspersata là một loài bướm đêm trong họ Geometridae.